# VIA C7
VIA C7 ist eine Mikroprozessor-Familie von VIA Technologies, die x86-kompatibel sind. Entwickelt wurden die Prozessoren von Centaur Technology, einem Tochterunternehmen von VIA. Die C7-Serie ist der Nachfolger des VIA C3 und des WinChip von IDT und unterteilt sich in den C7, C7-M und C7-D.

## Entwicklung
Mikroprozessoren von Centaur werden mit dem wesentlichen Ziel günstiger Produktionskosten entwickelt. Um dies zu ermöglichen, ist es notwendig, die Die-Fläche möglichst klein zu halten. Dies hat zwangsläufig zur Folge, dass die Prozessor-Architektur sehr einfach gestaltet sein muss. So wird auf Funktionseinheiten verzichtet, die große Mengen Logiktransistoren beanspruchen, wie z. B. integrierter Speichercontroller oder Hyper-Threading. Durch relativ geringe Transistorzahl und Die-Fläche und die dadurch gegebene Einsparung von teurer Entwicklungsarbeit wird der Preis nachhaltig gesenkt. So ergibt sich für diese Prozessoren ein günstiges Preis-Leistungs-Verhältnis und außerdem ein im Vergleich zu anderen x86-Prozessoren geringer Energiebedarf.

## Modelle
Alle C7-Prozessoren basieren auf dem Prozessorkern Esther (C5J), der am 27. Mai 2005 offiziell vorgestellt wurde. Aufgrund des niedrigen Energiebedarfs des Prozessorkerns soll er vor allem in Notebooks, Thin-Clients, PVRs und ähnlichen Geräten zum Einsatz kommen.
Esther basiert grundsätzlich auf dem Nehemiah+ (C5P), wurde aber u. a. mit einer verbesserten PadLock-Engine ausgestattet. Außerdem wurde die Unterstützung von SSE2, SSE3 und dem NX-Bit integriert. Laut VIA soll Esther dank der Stromspartechnik PowerSaver 4.0 im Idle-Modus nur noch 0,1 Watt elektrische Leistung aufnehmen und so eine bessere Energieeffizienz als Intels Pentium M besitzen. Als weitere Neuerung wurde das neue Busprotokoll VIA V4-Bus implementiert, für das momentan als Chipsatz nur die Modelle VIA CN700 und VIA CN800 zur Verfügung stehen. Der Prozessorkern wird außerdem in der Eden-Serie in den Modellen VIA Eden ULV und VIA Eden verwendet.

### C7
Der VIA C7 ist ein klassischer Mikroprozessor für Low-Cost-Desktop-PCs, wobei VIA besonders den geringen Energiebedarf betont. Da der Prozessor allerdings von der Leistungsfähigkeit hinter entsprechenden Konkurrenzprodukten von AMD und Intel zurückbleibt, wird er eher selten in entsprechende PCs verbaut. Er kommt vor allem auf den VIA-EPIA-Mainboards zum Einsatz.

### C7-M

VIA C7-M 1,2GHz

Der VIA C7-M ist ein typischer Notebookprozessor und unterscheidet sich vom C7 durch einen noch niedrigeren Energiebedarf.

### C7-D
Mit dem VIA C7-D stellte VIA eine den RoHS-Richtlinien der europäischen Union entsprechende Variante des C7 vor. Im Rahmen der Marketingkampagne wurde dieser Prozessor auch aufgrund des niedrigen Stromverbrauchs mit dem Slogan "Carbon-Free" beworben.

## Modelldaten

### Esther
- Codename: C5J
- L1-Cache: 64 KB Daten + 64 KB Instruktionen
- L2-Cache: 128 KB mit Prozessortakt
- MMX, SSE, SSE2, SSE3, PowerSaver 4.0, NX-Bit, PadLock-Engine (2 RNG, ein ACE), SMP
- VIA-V4 Busprotokoll mit 100 und 133 MHz Front Side Bus (quadpumped, FSB400 und FSB533)
- Bauform: FCPGA, NanoBGA2, verwendet Intels 479-pin Infrastruktur, alle Modelle sind ungesockelt und werden direkt aufgelötet
- Betriebsspannung (VCore): 0,8 V
- Leistungsaufnahme (max): 20 W
- Erscheinungsdatum: 27. Mai 2005
- Fertigungstechnik: 0,09 µm (SOI) bei IBM
- Die-Größe: 31,7 mm² bei 26,2 Millionen Transistoren
- Taktraten: 400 MHz bis 2 GHz
  - C7: 400, 500, 600, 800, 1000, 1200 und 1500 MHz
  - C7-M FSB400: 1,5 GHz
  - C7-M FSB533: 1600, 1867 und 2000 MHz
  - C7-M ULV FSB400: 1000, 1200 und 1500 MHz
  - C7-D FSB400: 1,5 und 1,8 GHz